# بافل بوغالو
بافل بوغالو (بالأوزبكية: Pavel Bugalo)، من مواليد 21 أغسطس 1974، لاعب كرة قدم أوزبكستاني.
و قد لعب مع نادي تشسرتشيك ونادي باختاكور ونادي سبارتاك ألانيا فلاديكافكاز الروسي ونادي زهينس أستانا الكازاخستاني ونادي زهيتيسو تالديكورغان الكازاخستاني.
و قد بدأ باللعب مع منتخب أوزباكستان لكرة القدم في عام 1995.

## روابط خارجية
- بافل بوغالو على موقع الاتحاد الدولي (مؤرشف)  (الإنجليزية)
- بافل بوغالو على موقع قاعدة بيانات كرة القدم.إي يو (الإنجليزية)
- بافل بوغالو على موقع ناشيونال فوتبول تيمز (الإنجليزية)
- بافل بوغالو على موقع Soccerway.com (الإنجليزية)
- بافل بوغالو على موقع كووورة